# فیض‌آباد میش‌مست
فیض‌آباد میش مست، روستایی از توابع بخش پائین جام شهرستان تربت جام در استان خراسان رضوی ایران است.

## جمعیت
این روستا در دهستان زام قرار دارد و براساس سرشماری مرکز آمار ایران در سال ۱۳۸۵، جمعیت آن ۵۸۹ نفر (۱۳۳خانوار) بوده‌است.